# Cappella di Sant'Adalberto
La cappella di Sant'Adalberto è una cappella sconsacrata situata nel parco Gocciadoro, il maggior parco urbano della città di Trento. 

## Storia

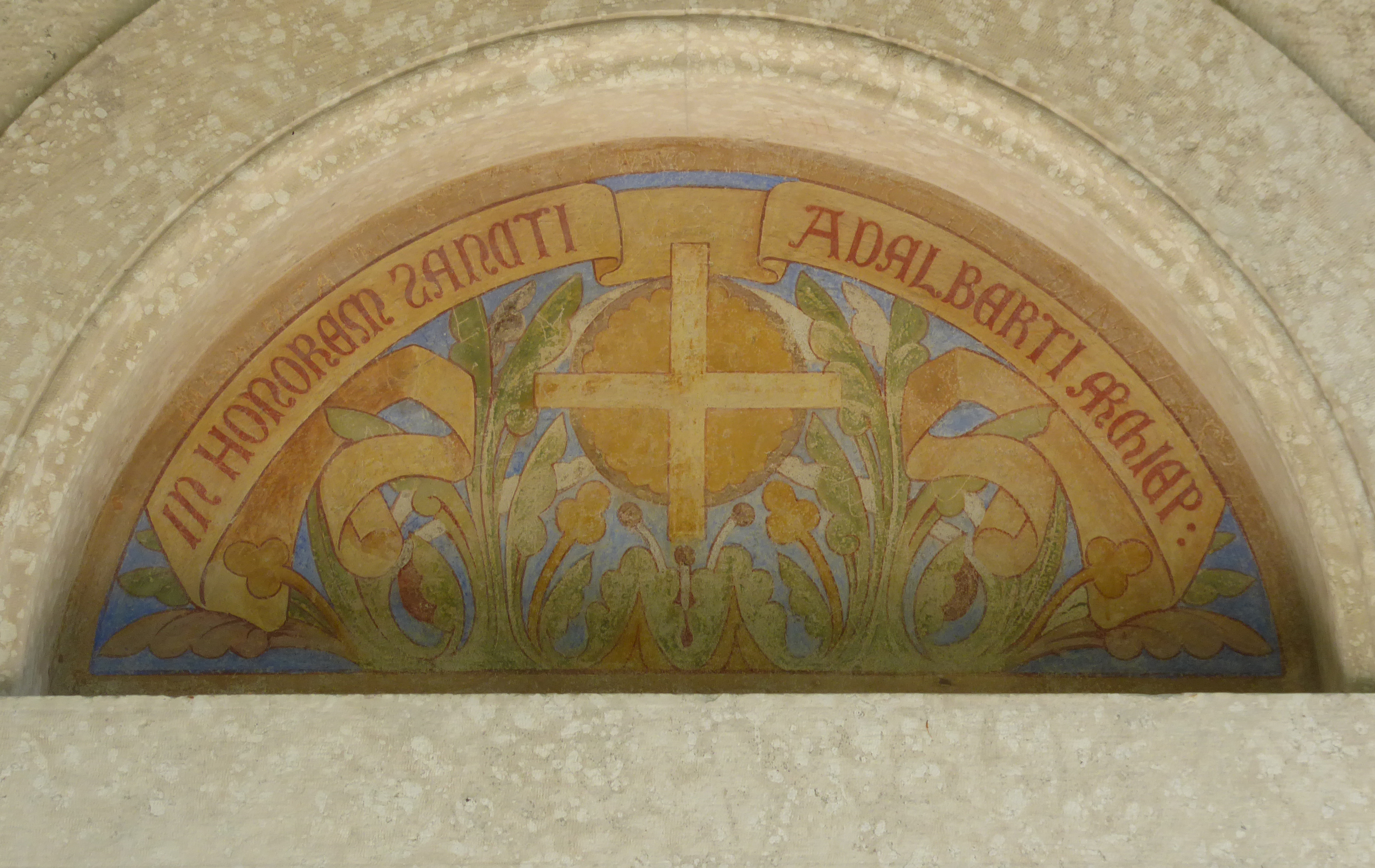
Decorazione della lunetta sopra al portale d'ingresso, con riportata l'intitolazione a sant'Adalberto, vescovo di Praga

La costruzione della cappella fu voluta dall'avvocato trentino Pietro Bernardelli (1803-1868), deputato al parlamento di Vienna e all'epoca proprietario del terreno del parco; essa doveva commemorare un nipote del committente di nome appunto Adalberto, figlio di suo fratello Giovanni Antonio Bernardelli e di Teresa Ravelli, nato il 5 febbraio 1838 e morto il 17 febbraio 1857, appena diciannovenne. 
La progettazione dell'edificio venne affidata a Francesco Saverio Tamanini, che si stava occupando anche del restauro di un'edicola votiva nella Bolghera, ai piedi del colle, fondata da Bartolomeo Bernardelli, padre di Pietro; la costruzione avvenne però solo dopo la morte di Bernardelli, nel 1872, seguita dalla benedizione nel 1873. L'autore delle decorazioni della cappella è ignoto; è stato ipotizzato il coinvolgimento di Giuseppe Lona (che lavorò con Tamanini all'edicola della Bolghera, e operò anche nel duomo di Trento) o di Luigi Spreafico (che lavorò anch'egli nel duomo).
Sconsacrata nel 1975, la cappella è rimasta in stato d'abbandono e soggetta a vandalismi per decenni, fino al restauro nel 2010-2011 commissionato dal comune di Trento (che l'aveva acquistata già nel 1995).

## Descrizione

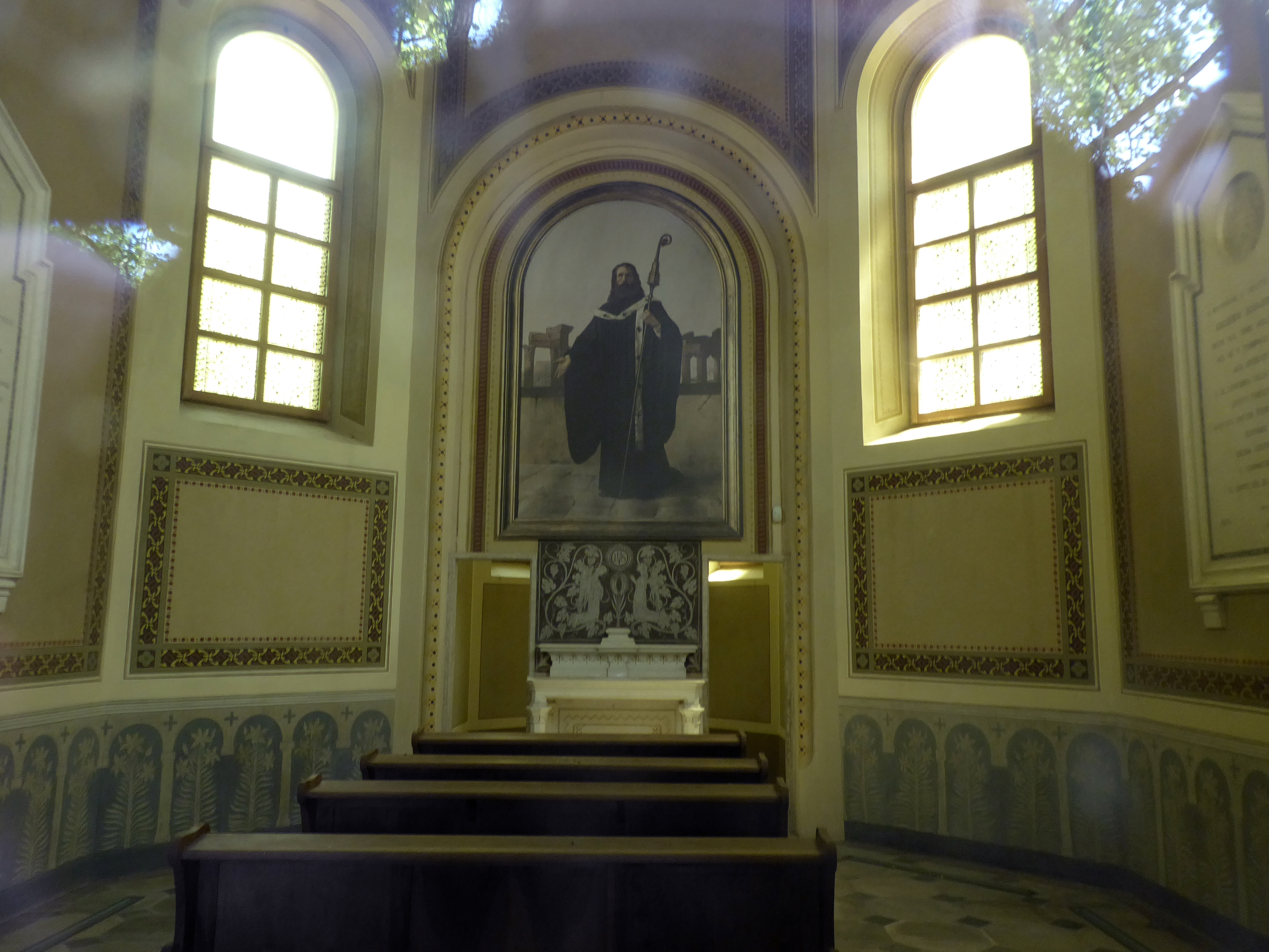
Interno

L'edificio è architettonicamente ispirato al duomo di Trento, ed è infatti di gusto romanico. Il corpo principale è costituito da un'aula a pianta ottagonale, le cui pareti esterne, rivestite in pietra, terminano in alto con piccole gallerie ad archi; la facciata è preceduta da un piccolo protiro a colonne binate, con frontone profilato da archetti rampanti, mentre sul retro emerge il volume dell'abside poligonale. In cima al tetto di lastre in porfido si erge una lanterna con campana.
All'interno, la cappella è decorata da fasce agli angoli, e dalle figure dei quattro evangelisti nella cupola. L'altare, realizzato in marmo bianco, ospita un pannello raffigurante due angeli con simboli eucaristici, realizzati a graffito, e sopra ad esso una copia dell'originale pala d'altare rappresentante il santo titolare, opera di Eugenio Prati.